# Ivan Stipić
Ivan Stipić (Slavonski Brod, 1971.) kulturolog, knjižničarski savjetnik, prof. filozofije i informatologije. Živi i radi u Slavonskom Brodu.

## Životopis
Ivan Stipić je rođen 31. kolovoza 1971. godine u Slavonskom Brodu. Višekratno je odlikovani dragovoljac i HRVI Domovinskog rata (70%). U rodnom gradu završio je osnovnu i srednju školu. Diplomirao je 2001. godine filozofiju i informatologiju na Filozofskom fakultetu Sveučilišta u Zagrebu. Na istom fakultetu završava i studij knjižničarstva 2007. godine. 2018. rješenjem Ministarstva kulture i medija Republike Hrvatske dodjeljeno mu je zvanje viši knjižničar, a 2025. zvanje knjižničarski savjetnik.
Kroz svoje radno i menadžersko iskustvo u Nacionalnoj i sveučilišnoj knjižnici u Zagrebu, Gradskoj knjižnici Slavonski Brod i Sveučilišnoj knjižnici Sveučilišta u Slavonskom Brodu posebno se specijalizirao na području istraživanja zavičajne povijesti, pisane kulturne baštine te za izradu (bio)bibliografija. Ivan Stipić je i autor više znanstvenih, stručnih i popularnih radova (predgovori, pogovori, prigodnice, kritike,…). Kao urednik uredio je tridesetak monografskih izdanja. Osnivač je i predsjednik udruge Brodski kulturni krug Pannoniae gloria. Član je i Matice hrvatske, Udruge HVIDRA i Družbe "Braća hrvatskoga zmaja".

## Nagrade
- Kovanica od zlata[2]

## Odlikovanja
- Spomenica Domovinskog rata
- Red hrvatskog križa[3]

## Djela
- Stipić, Ivan; Grubanović, Mirna; Mataić Agičić, Darija. Leksikon brodskih pisaca. Slavonski Brod: Gradska knjižnica Slavonski Brod : Društvo hrvatskih književnika, 2016.
- 8. Dani Luke Botića: Luka Botić: pjesnik nacionalnog jedinstva i vjerske snošljivosti. / Stipić, Ivan (ur.) Kaštel Novi, Đakovo. Đakovački kulturni krug Accede ad Certisiam; Udruga za revitalizaciju sela Opor-Botići 2017.
- 9. Dani Luke Botića: Luka Botić i suvremenici. / Stipić, Ivan (ur.) Đakovo: Đakovački kulturni krug Accede ad Certisiam 2018.
- 11. Dani Luke Botića: Luka Botić - 190. godina od rođenja: 1830. - 2020. / Stipić, Ivan (ur.) Đakovo : Kaštel Novi: Đakovački kulturni krug Accede ad Certisiam 2020.
- Valentin Benošić i Bicko Selo u kontekstu slavonske i hrvatske književnosti. / Stipić, Ivan (ur.) Osijek : Slavonski Brod: Društvo hrvatskih književnika, Ogranak slavonsko-baranjsko-srijemski 2020.
- Stanislav Geza Milošić: Prigodnik u povodu 50. obljetnice Hrvatskog proljeća u Slavonskom Brodu (1971.–2021.). / Stipić, Ivan (ur.) Slavonski Brod: Brodski kulturni krug Pannoniae gloria 2021.
- Ivana Brlić-Mažuranić u svjetlu kritike svojega vremena. / Stipić, Ivan (ur.).  Osijek: Društvo hrvatskih književnika; Slavonski Brod: Sveučilište u Slavonskom Brodu, 2024.
- Artuković, Mato; Stipić, Ivan. Josip Stadler : Croata ex toto corde. Slavonski Brod: Hrvatski institut za povijest – Podružnica za povijest Slavonije, Srijema i Baranje; Sarajevo: Postulatura Sluge Božjega Josipa Stadlera, Sarajevo, 2024.